# 니시센9조아사히야마코엔도리 정류장
니시센9조아사히야마코엔도리 정류장(일본어: 西線9条旭山公園通停留場, にしせんくじょうあさひやまこうえんどおりていりゅうじょう)은 일본 홋카이도 삿포로시 주오구에 위치한 삿포로 시 교통국(삿포로 시영 전차) 야마하나니시 선의 정류장이다. 정류장 번호는 SC06이다.

## 역사
- 1931년 11월 23일:[1]"미나미9조"의 명칭으로 정류장 개업(단선).
- 1951년: 복선화.
- 1957년 7월 8일: "니시센9조"로 변경.
- 1973년 5월 1일: "아사히야마코엔도리"로 변경.
- 1974년 5월 1일: "니시센9조아사히야마코엔도리"로 변경. 지역 주민의 반대 등으로, 종래의 "니시센9조"를 부활시킴.
- 2015년 4월 1일: 정류장 번호 설정.

## 정류장 구조
2면 2선의 대향식 구조이다. 교차로를 끼고 남쪽(미나미9조니시 14초메)에 니시 4초메 방면, 북쪽(미나미8조니시 14초메)에 스스키노 방향의 승강장이 있고 안전 지대가 설치되어 있다. 안전 지대에는 로드 히팅이 꾸며져, 역사가 설치되어 있다.

## 정류장 주변
- 삿포로 미나미쿠조 우체국
- 삿포로 시립 고사이 초등학교
- 홋카이도 승용차 회관
- 롯데 홋카이도 총괄 지점

## 인접역
| 삿포로 시 교통국 ● 삿포로 시영 전차 야마하나니시 선 | 삿포로 시 교통국 ● 삿포로 시영 전차 야마하나니시 선 | 삿포로 시 교통국 ● 삿포로 시영 전차 야마하나니시 선 |
| --------------------------------------------------- | --------------------------------------------------- | --------------------------------------------------- |
| SC05 니시센6조 외선 순환                            | 시영 전철 운행 계통                                 | SC07 니시센11조 내선 순환                           |

1. ↑  삿포로시 제43회 화재예방 노조편, 삿포로시 제43회 화재예방 조합 연혁지, 1941년